# Сирос
37° 16′ С; 24° 32′ И / 37.27° С; 24.54° И
Сирос је једно острва у скупини Киклада у Грчкој. Сирос је најнапредније и најнасељеније острво Киклада, а острвско средиште, град Ермополи, је највеће и главно градско насеље на Кикладима. На острву се важна и насеља Ано Сирос и Посејдонија.
Управно острво чини засебну и једину општину у оквиру округа Сирос Периферије Јужни Егеј. Оно укључују и околна острвца и хриди. Ермополи је истовремено и седиште округа и периферије.

## Природни услови
Сирос је једно од већих острва Киклада, удаљено око 150 km југоисточно од Атине. Острво је издужено у правцу север-југ близу 20 km, а највеће ширине 10 km. Острво је планинско у већем делу. Најнасељенија је источна обала, ближа суседним острвима и затворена у мањи залив, као природну луку. Ту се сместио и град Ермоуполис.
Клима је средоземна и веома сушна. Биљни и Животињски свет су такође особени за ову климу, а од гајених култура доминира маслина.

## Историја
За Сирос, као и за целокупне Кикладе, је необично важно раздобље касне праисторије, тзв. Кикладска цивилизација, зависна и блиска Критској. Обе цивилизације пропале су после велике ерупције вулкана на Санторинију, који уништио већи део овог острва. Иза Кикладске цивилизације су данас остале бројне фигурине-идоли, везане за загробни живот. Ове фигурине, нађене у 19. веку, а неке од њих су нађене баш на Сиросу.
Током старе Грчке Сирос је био један у низу малих, али важних полиса у овом делу Грчке. После тога острвљем је владао стари Рим, а затим и Византија. 1204. године после освајања Цариграда од стране крсташа Киклади потпадају под власт Млечана, под којима остају вековима, до средине 16. века. Дуга владавина оставила је једну посебност месног становништва, а то је велики постотак гркокатолика и дан-данас.
Нови господар Кикиладима било је османско царство. Власт османлија због посебног положаја Сироса и Киклада није била претерано крута и имала је особине месне аутономије. Постојање аутономије и католички елемент у становништву били су главни чинилац невеликог учествовања месног становништва у Грчком устанку 20их година 19. века, што је острво спасило већег разарања. Захваљујући томе после стварања савремене грчке државе Сирос, као његов део, били су веома привлачни за нове грчке досељенике и брзо су се развијали захваљујући свом положају „поморских врата ка Истоку“. Тада је и основан нови град и средиште острва, Ермоуполис, уместо дотадашњег Ано Сироса у унутрашњости. Ермоуполис постаје једна од најважнијих лука на Егеју, а самим тим је и острво постало једно од најпросперитетнијих места у новој држави. Међутим, у 20. веку, после ширења Грчке и губљења ове погодности Сирос губи на значају и полако долази до исељавања, али овај процес није био толико изражен као на другим острвима без великих насеља. Последњих деценија ово је заустављено развојем туризма.

## Становништво
Главно становништво Сироса су Грци. Занимљивост је да је становништво подељено на католичку и православну половину, са тим што су православни углавном досељеници са околних острва, досељени током протекла 2 века.
Доминира градско становништво и то је наглашеније у односу на друга острва, пошто је главно место, Ермоуполис, седиште префектуре Киклади. То је и једини већи град у префектури и у њему живи чак 80% становништва острва.

## Привреда
Привреда Сироса се највећим делом ослања на важност средишта Киклада. Стога је то управно, образовно и трговачко средиште ове области Грчке. Острвска пољопривреда ослања се највише на узгајање маслина. Острво је познато и по гајењу воћа и винове лозе, рибарењу.
У новије време почео се развијати туризам, потпомогнут изградњом новог аеродрома, а острво је овде значајније као место где се укрштају путеви туриста ка околним острвима, која су знатно мирнија и очуванија.
У Ермоулиполису се налази и седиште Универзитета Егеја.